# Карен Блюменталь
Ка́рен Фрéнсіс Блю́менталь (1959—2020) — американська бізнес-журналістка, редакторка, письменниця.

## Юність
Народилася в Техасі. У дитинстві чимало часу проводила в публічній бібліотеці Далласу, адже обожнювала читати. Одними з найулюбленіших авторів були Беверлі Клірі та Метью Крістофер.

## Освіта
У 1977 р. закінчила вищу школу Хіллкрест з відзнакою. Згодом отримала ступінь бакалавра у Дюкському університеті, де захопилась журналістикою. Ступінь МБА здобула у Південному методистському університеті в Техасі.

## Кар'єра
Працювала на посаді бізнес-редакторки у The Dallas Morning News 5 років, редакторкою і репортеркою The Wall Street Journal 25 років, а також писала статті для Техаського щомісячника.
Мала досвід роботи помічником професора у Християнському університеті Техасу.
Періодично працювала у ABC World World News Tonight, The Today Show, CNN та PBS Nightly Business Report як колумністка, авторка статей та репортерка.

## Книги
Усього авторка написала 3 книги на тему фінансів для дорослих читачів та 9 нон-фікшн праць для більш юної аудиторії:
- Jane Against the World: Roe V. Wade and the Fight for Reproductive Rights (2020)
- Bonnie and Clyde: The Making of a Legend (2018)
- Hillary Rodham Clinton: A Woman Living History (2016)
- Tommy: The Gun That Changed America (2015)
- Steve Jobs: The Man Who Thought Different (2012)
- Bootleg: Murder, Moonshine, and the Lawless Years of Prohibition, The Wall Street Journal Guide to Starting Fresh: How to Leave Financial Hardships Behind and Take Control of Your Financial Life, Mr. Sam: How Sam Walton Built Walmart and Became America's Richest Man (2011)
- The Wall Street Journal Guide to Starting Your Financial Life (2009)
- Grande Expectations: A Year in the Life of Starbucks' Stock (2007)
- Let Me Play: The Story of Title IX, the Law that Changed the Future of Girls in America (2005)
- Six Days in October: The Stock Market Crash of 192 (2002)

З англійської на українську мову перекладена книга "Steve Jobs: The Man Who Thought Different " (Стів Джобс: людина, яка мислила по-іншому) видавництвом "Навчальна книга – Богдан".

## Нагороди
Карен Блюменталь нагороджена такими преміями, як:
- Robert F. Sibert Informational Book Medal
- Jane Addams Children's Book Award
- Kentucky Bluegrass Award

Книги «Hillary Rodham Clinton: A Woman Living History», «Steve Jobs: The Man Who Thought Different» і «Bootleg: murder, moonshine, and the lawless years of prohibition» стали фіналістами YALSA Award у номінації «нон-фікшн».
У 2008 р. отримала The Futrell Award за вагомі досягнення у сфері журналістики та комунікацій.
Працюючи у The Wall Street Journal, координувала написання статті спортивної тематики, яка у 2002 р. отримала Пулітцерівську премію.
У 2020 р. посмертно нагороджена премією ім. Джеймса Медісона.

## Особисте життя
У 1983 р. вийшла заміж за Скотта Маккартні та мала двох дочок (Джейн та Еббі). Жила з сім'єю у м. Даллас.

## Смерть
Померла 18 травня 2020 року в м. Даллас від серцевого нападу.